# سوزوكا أوغو
سوزوكا أوغو (大後 寿々花 Ōgo Suzuka، ولدت في 5 من أغسطس 1993 في زاما كاناجوا) وهي ممثلة يابانية.

## السيرة الشخصية
ولدت أوغو في زاما، كاناغاوا. بدأت التمثيل عام 2000 عندما كانت في السابعة من عمرها، ثم انضمت إلى شركة Sunflower (هيماواري) المسرحية. ظهرت لأول مرة مع الشركة في ميجي زا في قصة لص وطني وظهرت أيضًا في العديد من الأفلام التلفزيونية والإعلانات التجارية.
في أوائل عام 2005، ظهرت أوغو في أول فيلم رئيسي لها، في الفيلم الياباني الطويل Kita No Zeronen (北 の 零 年 ، الملقب بالعام الأول في الشمال)، من إخراج إساو يوكيسادا، مع كين واتانابي، حيث لعبت دور تاي كوماتسوبارا. في ديسمبر 2005، ظهرت لأول مرة في هوليوود مع مذكرات فتاة الغيشا، من إخراج روب مارشال، حيث لعبت دور تشيو ساكاموتو، النسخة الطفولية للبطلة الرئيسية إتسو نيتا (لعبت النسخة الخاصة بالبالغين الممثلة الصينية زانج زيي). خلال نفس العام، فازت أيضًا بجائزة نقاد السينما اليابانية لأفضل وافد جديد.
في عام 2006، لعبت أوغو دور البطولة في باروتو نو جاكوين (バ ル ト の 楽 園 ، المعروف أيضًا باسم سيمفونية الفرح)، والذي تم إصداره في يونيو 2006 وتدور أحداثه خلال الحرب العالمية الأولى، حيث لعبت دور فتاة ذات تراث ألماني ياباني مُختلط، يحاول الأب الألماني العثور عليها الذي كان مُحتجزًا هُناك.
في عام 2008، بدأت في إضفاء صوتها على الرسوم المتحركة في ميتشيكو لهاتشين في دور هانا (المعروف أيضًا باسم "هاتشين"). كما قدمت صوت كايتا في البروفيسور لايتون والصندوق الشيطاني.
عملت في كاتارمان CATARMAN حتى عام 2013.

## فيلموغرافيا

### من الأفلام
- مذكرات فتاة الغيشا (2005)

- باروتو نو جاكوين (2006)
- اختفى في السماء البعيدة (2007)
- كاموي جايدن (2008)
- شيء كيريشيما (2012)
- الحداد (2015)
- أوه لوسي! (2017)
- جزيرة سعيدة (2019)

### من الدراما التلفزيونية
- جوكسين (2002، تلفزيون نيبون)
- هيتو ني ياساشيكو (هيتو ني ياساشيكو) (2002، تلفزيون فوجي)
- عيادة الدكتور كوتو (دكتور كوتو شينريوجو) (2003–04، تلفزيون فوجي)
- دكتور كوتو: شينريوجو 2004 (عيادة دكتور كوتو 2004، عيادة كوتو 2004) (2004، تلفزيون فوجي)
- إيكوروشو (2005، TBS)
- دكتور كوتو: شينريوجو 2006 (دكتور كوتو كلينك 2006) (2006، تلفزيون فوجي)
- صوت مثير وروبوت (2007، تلفزيون نيبون)
- جاليليو (2007، تلفزيون فوجي)
- مدرسة الساموراي الثانوية (2009، نيبون تي في)

### قصص مصورة يابانية
- ميتشيكو إلى هاتشين (2008، تلفزيون فوجي)

### العاب إلكترونية
- البروفيسور لايتون والصندوق الشيطاني (كاتيا أندرسون)

### اعلانات تجارية
- مجموعة سوفت بنك (SoftBank Mobile: Vodafone Japan)
- إيريس أوهاياما

## روابط خارجية
- سوزوكا أوهجو على موقع IMDb (الإنجليزية)
- سوزوكا أوهجو على موقع ألو سيني (الفرنسية)
- سوزوكا أوهجو على موقع أول موفي (الإنجليزية)
- سوزوكا أوهجو على موقع قاعدة بيانات الأفلام السويدية (السويدية)
- سوزوكا أوهجو على موقع قاعدة بيانات الفيلم (الإنجليزية)
- سوزوكا أوهجو على موقع كينوبويسك (الروسية)

- الملف الشخصي الرسمي في وكالة ألفا[http://www.imdb.com/name/nm1797214/ Suzuka Ohgo

] في قاعدة بيانات الأفلام على الإنترنت